# 迪恩 (內華達州)
迪恩（英語：Dean）是位於美國內華達州蘭德縣的鬼鎮。

## 歷史
迪恩的郵局於1894年設立，其後於1905年停運。

## 地理
迪恩所處的海拔為高於海平面2164米（即7100英呎），而該地所採用的時區為UTC-8，即太平洋时区（PST）。同時該地設有夏令時間，為UTC-8調快一小時，即UTC-7（PDT）。